# Bon Voyage (Melody's Echo Chamber)
Bon Voyage è il secondo album in studio della musicista francese Melody's Echo Chamber, pubblicato nel 2018.

## Tracce
1. Cross My Heart – 6:55 (Melody Prochet, Fredrik Swan, Reine Fiske)
2. Breathe In, Breathe Out – 2:50 (Prochet)
3. Desert Horse – 5:15 (Prochet, Swan, Fiske)
4. Var har du vart? – 1:28 (Gustav Ejstes)
5. Quand les larmes d'un ange font danser la neige – 7:07 (Prochet, Swan, Fiske,  Mattias Gustavsson, David Svedmyr, Johan Holmegard, Nicholas Allbrook)
6. Visions of Someone Special, on a Wall of Reflections – 4:55 (Prochet, Swan, Fiske)
7. Shirim – 4:47 (Prochet)